# 羅慧娟
羅慧娟（英語：Jacqueline Law Wai Kuen，1965年10月10日—2012年6月30日），暱稱「娟妹」，香港已故女藝人，2012年6月30日因胰臟癌於新加坡寓所內離世，享年46歲。其代表作品有1987年香港無綫電視台《書劍恩仇錄》、1989年香港無綫《蓋世豪俠》、1992年台灣台視《末代皇孫》、1995年香港亞視《法外英雄》、1997年中國大陸《新天仙配》等。

## 生平

### 加入影視圈
羅慧娟在1978年畢業於德貞小學，1983年畢業於德貞女子中學中五年級。她曾參與香港教育電視（ETV）及其他由香港電台電視部制作的節目之演出，1983年曾參加《香港小姐競選》兼進入了複選，但突然被當時任職的公司調派出外公幹，因缺席自動放棄了參選機會。後因其兄為前無綫電視藝員羅偉平，而在廖安麗介紹之下，擊敗20多個對手加入演藝圈。其第一部參與演出的作品為《書劍恩仇錄》霍青桐一角。及後，參與《飛躍霓裳》、《無名火》、《阿德也瘋狂》等劇集演出。後來更演出多部電視劇、電影，曾多次與劉青雲、黎明、邵仲衡及周星馳合作。
1989年，羅慧娟於拍攝《蓋世豪俠》期間，與周星馳擦出愛火，後來男方在拍攝電影《逃學威龍2》認識了朱茵，羅慧娟黯然退出，分手收場。羅慧娟一直拒談有關周星馳的一段情，至後来回憶與周星馳交往三年的時間，對週刊表示，「我死都不會承認與他交往過。」她說，自己也不知道這三年是怎麼過的，或許三年是一個容忍的極限期吧。她坦言最痛苦是要講大話，面對記者不能講真話。她不明白自己的癡心，但換來是被對方當她癡線（神經病）。
此後曾與聯袂主演《新天仙配》的台灣當紅男星李志奇相戀，但因兩人經常分隔兩地，戀情未能進一步發展下告終。
另外，她在2000年曾短暫前往美國帕森設計學院修讀室內設計證書課程。

### 意外
羅慧娟父親於1998年因患肺癌過世。1999年5月，她決志相信基督教信仰。1999年10月，她於巴布亞新畿內亞潛水時遇意外致耳膜受損，雖接受多年治療，但左邊耳朵仍然完全失聰，右耳只餘兩成聽力，並常常出現耳鳴，因此羅慧娟無法繼續她的演藝工作，只能偶爾出任主持。
受嚴重耳鳴等因素影響，2000年至2004年間患上抑鬱症，她曾在訪問中透露，抑鬱症發作期間情緒非常低沉，曾經痛苦到想自殺，因劉志敏和好友在旁鼓勵將她從陰霾中帶出，才重拾人生樂趣。2008年8月12日兩人結婚，她過着少奶奶生活，但之後卻傳出患癌，再次跟病魔對壘。
在2011年羅慧娟接受台灣好消息衛星電視台採訪中提及於1997年亞洲金融危機期間自己慘變負資產，當時曾將七位數字的款項交給朋友，替她回香港辦理供樓手續，但被該朋友私自挪用，款項一直未有歸還。她又指潛水意外後，如果及早求醫，是可以保住一半聽力的，不至於最後只剩下兩成。飽受寂靜煎熬的她患上抑鬱，2007年更試過有二十天沒有進食，直到同年7月裝上人工耳蝸，抑鬱情況才開始有好轉。

### 病逝
2012年1月16日，有雜誌傳出羅慧娟病重消息，其後她證實自己患上高致命率的胰臟癌，正於接受化療病情暫受控制。羅慧娟早於2010年6月發現癌症，但直到一年半以後才公開病情。在同年6月19日再度傳出病情急轉直下。她的好友廖安麗和張崇德當時接受訪問均聲稱羅慧娟沒有大礙，但當時羅慧娟之前已飛往新加坡就醫，由於她病情急轉直下，其夫劉志敏急飛到新加坡陪伴愛妻。她最終於2012年6月30日因末期胰臟癌終告不治，享年46歲（有說45歲）。劉志敏說：「也因為信仰，她抗癌的一路並沒有太痛苦。」劉志敏透露愛妻骨灰將送回香港安放，將來自己亦會與愛妻合葬，永伴摯愛身旁。黎美嫻、陳法蓉、張衛健、張崇德、劉美娟、羅霖和張雪玲等羅慧娟生前好友都到新加坡出席弔唁。
2012年2月6日在羅慧娟病重時，她委託了一間製作公司替她在香港拍攝片長約半小時的見證短片，作為留給至親好友的最後錄影。在錄影中，包括羅慧娟一段長約8分鐘的遺言獨白，身穿紅衣的羅慧娟在鏡頭前強忍痛楚，訴說信神以來的點點滴滴，她說：「這個是神的恩典，我的人生好圓滿，是好開心地離開的。」該見証短片在追思禮拜上首次公開播放。
2023年4月13日，報載周星馳於社群媒體上回覆網友透露很想念昔日女友羅慧娟。

## 個人生活
新加坡股票大亨劉志敏1997年透過香港電影人向華強太太陳嵐認識了羅慧娟，劉志敏回憶說：「向華強太太覺得我們很登對。」劉和羅兩人結婚後旅居新加坡。

## 演出作品

### 電視劇

#### 電視劇（無綫電視）
| 年份   | 劇名                 | 角色                      |
| 1987年 | 書劍恩仇錄           | 霍青桐                    |
| 1988年 | 無名火               | 王燕翹（Vince）（檢控官） |
| 1988年 | 嬴單傳奇             | 香胭脂                    |
| 1988年 | 阿德也瘋狂           | 梁妙玲                    |
| 1988年 | 飛躍霓裳             | 林欣                      |
| 1989年 | 蓋世豪俠             | 李珠                      |
| 1989年 | 婆媽女婿             | 尤慧中                    |
| 1989年 | 晉文公傳奇           | 懷嬴公主                  |
| 1990年 | 燃燒歲月             | 童素素                    |
| 1990年 | 曾經擁有             | 林美珊                    |
| 1990年 | 人在邊緣             | 劉靜宜（Janet）           |
| 1990年 | 玉面飛狐             | 展娉婷                    |
| 1991年 | 打工貴族：玻璃懶佬鞋 | 郭曉丹                    |
| 1992年 | 夢斷銀城             | 蔣明珠                    |
| 1992年 | 金蛇郎君             | 月半彎                    |
| 2006年 | 女人唔易做           | 禤寶婷（Venus）           |

#### 電視電影（無綫電視）
| 年份   | 劇名       | 角色   |
| 1988年 | 諜血黃埔灘 | 愛麗   |
| 1991年 | 特技雙雄   | 葉家碧 |
| 1991年 | 危情共舞   | 何美蓉 |

#### 電視劇（亞洲電視）
| 年份   | 劇名           | 角色   |
| 1995年 | 法外英雄       | 邵德瑜 |
| 1995年 | 包青天之鬼面人 | 阮柔   |

#### 電視劇（台灣）
| 年份   | 劇名     | 角色   |
| 1992年 | 末代皇孫 | 招元寶 |

#### 電視劇（中國大陸）
| 年份   | 劇名     | 角色   |
| 1997年 | 新天仙配 | 七仙女 |

#### 電視劇（香港電台）
| 年份   | 劇名                       | 角色 |
| 1987年 | 小說家族（翅膀）           |      |
| 1991年 | 小說家族（嗨，Brother）    |      |
| 1994年 | CYC家族                    |      |
| 2001年 | 現代童話（當美女遇上野獸） |      |

#### 電視劇（其他）
| 年份   | 劇名     | 角色   |
| 1996年 | 緣來是你 | 張寧靜 |

### 電視節目

#### 無綫電視
| 年份                 | 節目名稱                  |
| 1980年代至1990年代初 | 歡樂今宵                  |
| 1989年               | 妙論講場                  |
| 1989年               | 歡樂滿東華                |
| 1990年               | 慈善星輝仁濟夜            |
| 1990年               | 寰宇風情（美國特輯）      |
| 1990年               | 電視先鋒群星會            |
| 1990年               | 香港小姐競選              |
| 1990年               | 乜太今夜 VERY GOOD        |
| 1990年               | 世界盃嘉年華              |
| 1990年               | 十點半港情講趣            |
| 1991年               | 慈善星輝仁濟夜            |
| 1991年               | 鬥戲群星會                |
| 1991年               | 歡樂滿東華                |
| 1992年               | 大話俱樂部 第8集          |
| 1993年               | 娛樂俾面派對 第1集        |
| 1993年               | 歡樂滿東華                |
| 1994年               | 叻人玩轉新世紀            |
| 1994年               | 江山如此多FUN第2季 第8集  |
| 1994年               | 華南水災籌款之夜          |
| 1994年               | 不可思議星期二第2輯 第6集 |
| 2000年-2003年        | 全線大搜查                |
| 2001年               | 名人蒲點食名菜            |
| 2001年               | 一筆out消                 |
| 2002年               | 博愛歡樂傳萬家            |
| 2002年               | 人生七十慶楓修            |
| 2002年               | 開心見城                  |
| 2002年               | 智在必得第1輯             |
| 2002年               | 魅力上海                  |
| 2002年               | 星光燦爛仁愛堂            |
| 2002年               | 全城狂歡飛躍2003          |
| 2003年               | 高度戒炎                  |
| 2003年               | 防患未炎                  |
| 2003年               | 香港有失數                |
| 2003年               | 智趣相投：我創我傳奇      |
| 2003年               | 智趣相投：總廚有請        |
| 2003年               | 香港名牌                  |
| 2003年               | 智在必得第2輯             |
| 2003年-2005年        | 天賜良源                  |
| 2004年               | 睇餸食飯 第12集           |
| 2004年               | 瀟灑走一回                |
| 2005年               | K-100                     |
| 2005年               | 生命傳愛運動              |
| 2005年               | 百法百眾第2輯 第28集      |
| 2006年               | 滅癌獻愛心                |
| 2007年               | 再會歡樂今宵              |
| 2009年               | 聽不到的說話              |
| 2010年               | 今日VIP（4月16日）        |

#### 亞洲電視
| 年份   | 節目名稱     |
| 1997年 | 星空下的傾情 |
| 2007年 | 今日法庭     |
| 2007年 | 電視風雲50年 |

#### 有線電視
| 年份   | 節目名稱   |
| 2009年 | 主播會客室 |

#### now寬頻電視
| 年份   | 節目名稱                |
| 2010年 | Home Sweet Home(1月9日) |

#### 鳳凰衛視
| 年份   | 節目名稱   |
| 1996年 | 相聚鳳凰台 |

#### 基督教電視節目 (Network J Ltd.)
| 年份   | 節目名稱                       |
| 2010年 | 以諾遊蹤@希臘 - 保羅．疾風之旅 |

#### 中華電視公司
| 年份   | 節目名稱 |
| 1991年 | 連環泡   |

#### 好消息衛星電視台
| 年份   | 節目名稱 |
| 2011年 | 聽見天堂 |

#### 陽光衛視
| 年份   | 節目名稱 |
| 2000年 | 發現中國 |

#### 香港電台
| 年份   | 節目名稱                                             |
| 1985年 | 教育電視健康教育科-小五(節目十五)步向青春            |
| 1986年 | 特寫青春                                             |
| 1987年 | 教育電視數學科-小四，真分數、假分數和帶分數、動腦筋  |
| 1987年 | 教育電視英文科-小四(Brown Series)-Can You Read This? |

#### 廉政公署
| 年份   | 節目名稱       |
| 2002年 | 廉政直擊       |
| 2003年 | 經典廉政廣告篇 |

### 電影
| 年份   | 片名                     | 角色                                    |
| 1988年 | 喜寶                     | 勗聰慧                                  |
| 1991年 | 志在出位                 | Mable (美寶)                            |
| 1992年 | 鬼打鬼之黃金道士         | 阿娟(陳彩娟)/外孫女（片尾一人分飾二角） |
| 1993年 | 機密檔案實錄火蝴蝶       | 陳梅香（Cat）                           |
| 1993年 | 同居關係                 | Eliza                                   |
| 1993年 | 廣東五虎之鐵拳無敵孫中山 | 孤兒院院長                              |
| 1993年 | 搭錯情人上錯床           | 白素珠                                  |
| 1993年 | 特異女朋友               | 馬琪                                    |
| 1993年 | 郎心如鐵                 | Lisa                                    |
| 1993年 | 綁架黃七輝               | 何美儀 (阿May)                          |
| 1994年 | 暴雨驕陽                 | Miss Ho                                 |
| 1994年 | 新俏郎君                 | 祝英才                                  |
| 1994年 | 蘭桂坊血案               | 萬芳紅                                  |
| 1995年 | 大話英雄                 | 雯雯                                    |
| 1995年 | 落難賊鴛鴦               | 常寶如                                  |
| 1995年 | 小飛俠                   | 阿信                                    |
| 1995年 | 朋友妻                   | 陳小玲                                  |
| 1995年 | 救世神棍                 | 大肚婆                                  |
| 1996年 | 戇男三十九               | 徐遇安                                  |
| 1996年 | 夢幻拍檔                 | Madam Lo                                |
| 1998年 | 毒吻                     | 金莉                                    |
| 1999年 | 天網                     | 簡舒娜                                  |
| 1999年 | 薄餅速遞                 | 阿星                                    |
| 2000年 | 臥虎藏龍(配音)           | 玉嬌龍(章子怡)                          |
| 2004年 | 當碧咸遇上奧雲           | 陳老師                                  |
| 2004年 | 魔幻廚房                 |                                         |
| 2004年 | 影子情緣                 | 夏子恩                                  |
| 2009年 | 天水圍的夜與霧           | 陳莉                                    |
| 2010年 | 出水芙蓉                 | 馮師奶                                  |

## 廣告/政府宣傳片
| 年份   | 廣告/政府宣傳片名稱 |
| 1980年 | 錄音機              |
| 1984年 | 周生生珠寶金行      |
| 1986年 | 清潔香港            |
| 1986年 | 聖安娜              |
| 1986年 | Lawman 猛龍牛仔褲   |
| 2005年 | 曼秀雷敦            |

## 出版作品

### 書籍
| 年份       | 書名                         | 出版社             | ISBN               |
| 1997年9月  | 羅慧娟瘦身食譜               | 明窗出版社有限公司 | ISBN 9789623579988 |
| 2013年12月 | 同饗滋味（與蔡卓姸、詹瑞文） | 今日出版           | ISBN 9789881300805 |

## 外部連結
- 羅慧娟在互联网电影资料库（IMDb）上的資料（英文）
- 羅慧娟在香港影庫上的簡介
- 羅慧娟在时光网上的簡介（简体中文）
- 羅慧娟在豆瓣上的资料（简体中文）